# Argentina, decime qué se siente
Argentina, decime que se siente es un programa de televisión que tiene como objetivo: difundir los paisajes del país y conocer las historias de su gente durante el Mundial de Rusia 2018.

## Argumento del programa
La propuesta busca integrar a los medios públicos que forman el sistema de Radio y Televisión Argentina Sociedad (RTA) -que incluye a las estaciones de la Radio Pública Argentina y la TV Pública Nacional; mediante en un ciclo que pretende mostrar cómo se vive el Mundial, aquí.
El programa nacional comenzó su rodaje en la ciudad de La Quiaca, como parte de una serie de filmaciones en distintas ciudades del país. En la integración como comunicador, estará representado por: Adrián Korol, director de RAE Radio Argentina al Exterior, quien dijo: “Sentimos que el mundial se juega en Argentina, se juega en el interior del interior, donde las radios, las televisiones locales hacen un trabajo increíble y poco conocido. Venimos a conocer, informarnos y aprender qué es lo que se siente en cada rincón de nuestro país a través de los medios públicos”.
Belén Suárez, la productora del programa, expresó: “Esto es un desafío enorme donde los medios públicos trabajaremos en conjunto, pero desde el punto de vista federal”, y aclaró: “Hoy estamos en Jujuy pero la semana que viene estaremos en Tierra del Fuego, y así recorreremos todas las provincias”.

## Audiencia
| #1 | Sábado | 8 de junio de 2018 |  |  |  |  |